# Agnes Neuhaus

Agnes Neuhaus

Agnes Neuhaus, geb. Morsbach, (* 24. März 1854 in Dortmund; † 20. November 1944 in Soest) war eine deutsche Politikerin des Zentrums und Gründerin des „Vereins vom Guten Hirten“, des heutigen „Sozialdienstes katholischer Frauen“.

## Leben
Agnes Neuhaus war die Tochter des Geheimen Sanitätsrats Franz Morsbach und seiner Frau Florentine, geb. Riesberg. Ihr Vater hatte eine Reihe wichtiger politischer Ämter in Dortmund inne: Vorsitzender des örtlichen Ärztevereins, Präsident der Ärztekammer des Regierungsbezirks Arnsberg und der Provinz Westfalen. Er war lange Jahre Stadtverordneter, später auch Stadtverordneten-Vorsteher in Dortmund und Aufsichtsratsmitglied der Harpener Bergbaugesellschaft. Agnes Neuhauss’ Mutter Florentine war lange Zeit eine bekannte Privatlehrerin für Französisch in Dortmund, sie hatte also in der damaligen Zeit einen anerkannten Erwerbsberuf. Das Unterrichten stellte sie erst nach der Geburt des dritten Kindes ein. Sie leitete einen katholischen Frauenverein, gründete einen Wöchnerinnenverein und war außerdem Vorsitzende des städtischen Kinderpflegevereins. Darüber hinaus organisierte sie einen Sonntagsunterricht zur Ausbildung von Kindergärtnerinnen.
Agnes Neuhaus besuchte die Volksschule und das Lyzeum in Dortmund und von 1866 bis 1869 das Pensionat der Ursulinen in Haselünne. Von 1877 bis 1878 studierte sie zunächst Musik in Berlin. Sie heiratete jedoch noch vor Abschluss der Examen den Gerichtsassessor Adolf Neuhaus und bekam drei Kinder. Ihr Gatte, seit 1890 Amtsrichter in Dortmund, verstarb im Jahr 1905.

## Sozialpolitik
Seit 1899 war Neuhaus stark in der Armenfürsorge in Dortmund engagiert. In diesem Jahr gründete sie dort den ersten Verein vom „Guten Hirten“, der sich darum kümmerte, Mädchen und junge Frauen aus der Prostitution zu befreien. 1903 fasste sie die 12 bis dahin in ganz Westfalen gegründeten Vereine zum Gesamtverband des „Vereins vom Guten Hirten“ zusammen. Der Verein gründete im selben Jahr mit dem Dortmunder „Vincenzheim“ ein erstes Haus, in dem den Frauen eine Zufluchtsstätte gegeben wurde. Neben ehemaligen Prostituierten wurden dort auch ledige Mütter und Schwangere aufgenommen. Angegliedert an das Vincenzheim und später auch an weitere vom „Guten Hirten“ gegründete Häuser war eine staatlich anerkannte Säuglingspflegeschule. Neuhaus verstand aufgrund ihrer tiefen Religiosität ihr Engagement stets als christlichen Dienst, um die „gefallenen Mädchen“ in den „Schoß Gottes“ zurückzugeleiten. Der „Verein zum guten Hirten“ wurde zum Jahreswechsel 1901/1902 in „Katholischen Fürsorgeverein für Mädchen, Frauen und Kinder“ umbenannt (seit 1968: Der heutige Sozialdienst katholischer Frauen). Agnes Neuhaus betätigte sich auch führend im Zentralverband der katholischen Fürsorgevereine, den sie bis 1944 leitete. Darüber hinaus war sie Mitglied im Zentralvorstand des Deutschen Caritasverbands, im Zentralvorstand des Katholischen Deutschen Frauenbunds oder auch Mitglied der Reichskommission des Allgemeinen Fürsorge-Erziehungstags. 1916 gründete Neuhaus eine Fürsorgerinnenschule, das heutige Anna-Zillken-Berufskolleg. 1943 zog sie von Dortmund nach Cappenberg bei Lünen um, später dann nach Soest.
Im Todesjahr 1944 gab es über 60 Ortsgruppen, immer geleitet von einer Frau.
An jede der weiblichen Führungskräfte stellte Agnes Neuhaus diese unabdingbare Forderung: „wirkliche Religiosität, überzeugender Katholizismus, denn a) sonst hält sie sicher nicht aus, b) bleiben wir uns nicht einig“.

## Abgeordnete

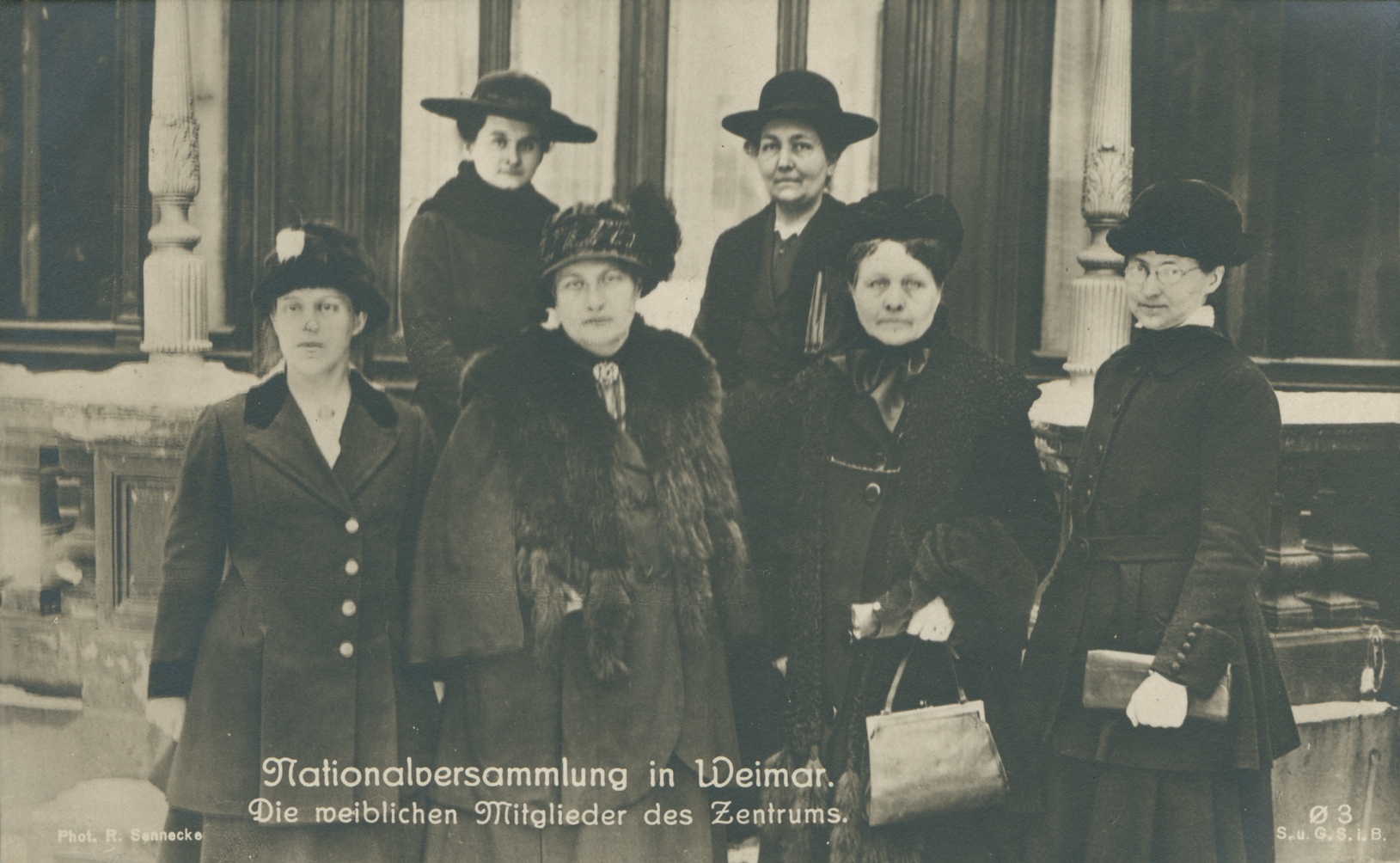
Weibliche Abgeordnete der Zentrumspartei in der Weimarer Nationalversammlung, 1919/20, Agnes Neuhaus vorne 2. von rechts

Agnes Neuhaus war 1919/1920 Mitglied der Weimarer Nationalversammlung für den Wahlkreis 18 (Arnsberg) und zeitweilig Mitglied des Verfassungsausschusses der Nationalversammlung. Von 1920 bis 1930 vertrat sie im Reichstag den Wahlkreis Westfalen-Süd als Abgeordnete der Zentrumspartei. Sie engagierte sich im Parlament insbesondere für die Verabschiedung des Reichsjugendwohlfahrtsgesetzes, zu dessen Zustandekommen sie 1924 maßgeblich beitrug. Sie sprach sich dabei insbesondere für die konfessionelle Jugendhilfe aus, der sie eine höhere Effizienz zusprach als der staatlichen Fürsorge. Der Staat solle lediglich die Aufsicht führen.
Seit 1919 war sie Vorstandsmitglied der westfälischen Zentrumspartei, seit 1925 Vorstandsmitglied der Zentrumspartei auf Reichsebene. 1939 wurde sie von der Gestapo überwacht.

## Ehrungen
- Nach Agnes Neuhaus wurden u. a. die staatlich anerkannte Privatschule Agnes-Neuhaus-Schule im Johannesstift in Wiesbaden sowie die Agnes-Neuhaus-Schule in Gießen, eine Förderschule – Sprachheilschule und Schule für Kranke benannt.
- Nach Agnes Neuhaus benannte Straßen gibt es in Dortmund (NRW), München (Bayern) und Graben-Neudorf (Baden-Württemberg).
- Der Sozialdienst katholischer Frauen ehrt langjährige und verdiente Mitarbeiterinnen heute mit der Agnes-Neuhaus-Medaille.[4]
- Das agnes neuhaus café in Berlin-Niederschönhausen wurde nach Agnes Neuhaus benannt.[5]

## Veröffentlichungen
- Aus der Geschichte des Kath. Fürsorgevereins für Mädchen, Frauen und Kinder. Dortmund 1925.
- Politische Frauentätigkeit. In: Die Christliche Frau. Jahrgang 1929, S. 67–68.